# Saint-Laurent (Creuse)
Saint-Laurent è un comune francese di 656 abitanti situato nel dipartimento della Creuse nella regione della Nuova Aquitania.
Il territorio comunale è bagnato dalla Creuse.

## Società

### Evoluzione demografica
Abitanti censiti